# 劉靖 (前燕)
劉 靖（りゅう せい、生没年不詳）は、五胡十六国時代の前燕の人物。河間郡の出身。

## 生涯
前燕に仕え、太傅参軍に任じられていた。
369年11月、前秦は黄門郎石越を前燕に遣わした。太傅慕容評は豪勢な接遇で前燕の富強ぶりを示そうと考えた。劉靖は尚書郎高泰とともに「石越は友好を求めているわけではなく、我が国に隙がないかを見ているのです。閲兵を見せて我が軍の精強ぶりを示し、彼の企みを挫きましょう。豪奢ぶりを見せるだけでは、益々我らを軽んじるだけになります」と述べた。しかし、慕容評はこれに従わなかった。
これ以後の事績は、史書に記されていない。